# Elba (Alabama)
Elba ist eine Stadt in Coffee County im US-Bundesstaat Alabama mit 3508 Einwohnern (Stand: Volkszählung 2020). Der Ort ist zusammen mit Enterprise Verwaltungssitz (County Seat) des Countys.

## Geographie
Elba liegt im Becken des Pea Rivers an dessen Vereinigung mit dem Whitewater Creek. Regelmäßige Überschwemmungen durch den Fluss kennzeichnen die Geschichte der Stadt.

## Geschichte
Die erste Ansiedlung erfolgte in den 1830er Jahren, als eine Fähre zur Überquerung des Pea Rivers ihren Betrieb aufnahm. Zu dieser Zeit wurde der Ort als Bridegeville bezeichnet, ab 1850 lautete die Bezeichnung Bentonville, in Anlehnung an den Politiker Thomas Hart Benton. Nachdem die Bewohner sich entschlossen hatten, den Ort neu zu benennen, wurden am 8. Dezember 1851 die Vorschläge der Gemeindemitglieder aus einem Hut gezogen. Der erfolgreiche Vorschlag „Elba“ bezog sich auf die Insel, auf die Napoléon Bonaparte zeitweise verbannt war.
1852 wurde Elba als Verwaltungssitz von Coffee County ausgewählt, zur selben Zeit wurde der Ort aus der unmittelbaren Nähe des Flusses zur gegenwärtigen Position verlagert. 1863 entstand die erste öffentliche Schule, 1892 erhielt der Ort einen Eisenbahnanschluss, der bis 1984 bestand.
In ihrer Geschichte wurde die Stadt oft vom Hochwasser des Whitewater Creek und des Pea Rivers überschwemmt. 1865 wurde die Stadt durch Hochwasser zerstört, weitere schwere Überschwemmungen ereigneten sich 1929 und 1990.
Zwei Bauwerke und Stätten in Elba sind im National Register of Historic Places verzeichnet, das Coffee County Courthouse und die Pea River Power Company Hydroelectric Facility (Stand 11. Juli 2019).

## Demographie
In Elba leben 4184 Einwohner (Stand: 2000). Die Bevölkerungsdichte beträgt 105,1 Einwohner je km². 30,5 % der Einwohner und 25,8 % der Familien in Elba leben unter der Armutsgrenze.
Der Bürgermeister ist Mickey Murdock.

## Söhne und Töchter der Stadt
- Tommy Spurlin (1928–2005), Rockabilly-Musiker